# Пауль Іфрім
Пауль Іфрім (рум. Paul Ifrim; 26 липня 1988, м. Бухарест, Румунія) — румунський саночник, який виступає в санному спорті, здебільшого в парному розряді, на професіональному рівні з 2004 року. Дебютував в національній команді, як учасник зимових Олімпійських ігор в 2010 році, досягши 20 місця в парному розряді. Такі ж скромні результати  на світових форумах саночників. В парному розряді виступає разом з саночником Андреєм Ангелом з 2007 року.